# ضريح بلال بن رباح
ضريح الصّحابي بلال بن رباح، هو ضريح الصّحابي بلال بن رباح الحبشي، ويوجد في مقبرة الباب الصغير في دمشق عاصمة الجمهورية العربية السورية. تم تجديد وترميم هذا الضريح في عام 1942 م. وتؤكد كتب التاريخ وفاته في دمشق.

## الموقع
يقع ضريح الصحابي بلال بن رباح في مدينة دمشق بسوريا ومكانه إحدى أهم المقابر التاريخية للمدينة في دمشق، واسم هذه المقبرة (البار) الواقعة خارج مكان الضريح الباب الصغير، والمشهورة باحتوائها على العديد من القبور للصحابة. 

## التصميم
يتألف الضريح من قبة دفن مركزية ويتقدمها غرفة مستطيلة، ويعود بناؤها إلى التاريخ الأحدث والبناء الأول شرقي ويشكل واجهة قبة الدفن، وتم بناء هذا الضريح بمداميك من الحجارة البلقاء المنحوتة بشكل هندسي، والحجر الأبلق هو نوع من الفنون الهندسية الإسلامية التي كانت تتسم بها العمارة في بلاد الشام، أما الجزء الثاني من الواجهة فهو من الواجهة الغربية للمقام وهو مبني بحجارة مطلية بكلسة بيضاء مذهلة. 
ويقال ان الضريح يفتح بالجدار الشرقي للغرفة التي على يسار الداخلي الذي مباشراً تفتحه باب يتم الدخول منه في القبة الضريحية الاولى والتي منهما للصحابي بلال الحبشي. أما الثانية والتي هي مقام تم نسبه لعبد اللّٰه بن جعفر الطيار.

## معرض الصور

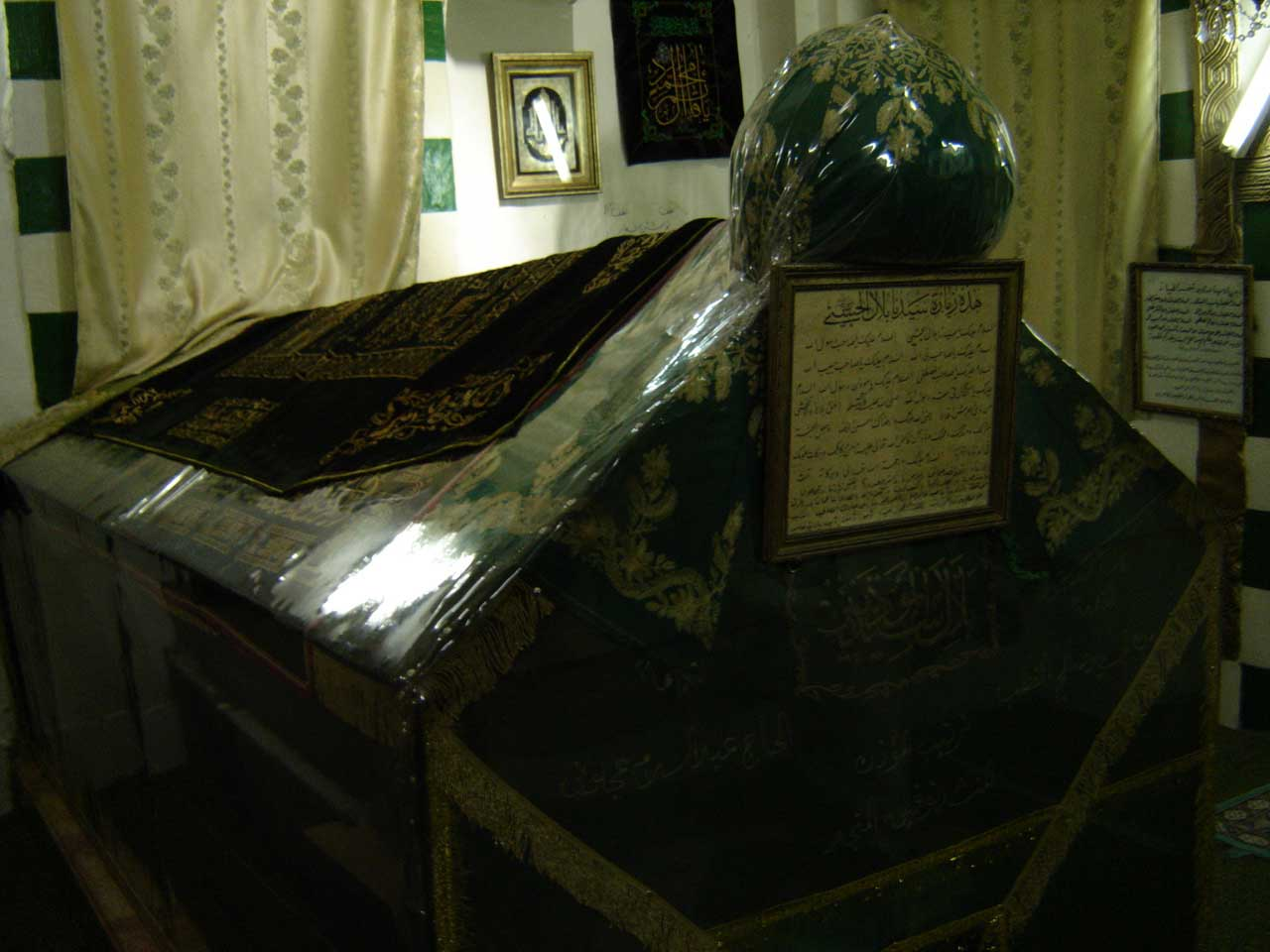
الضريح
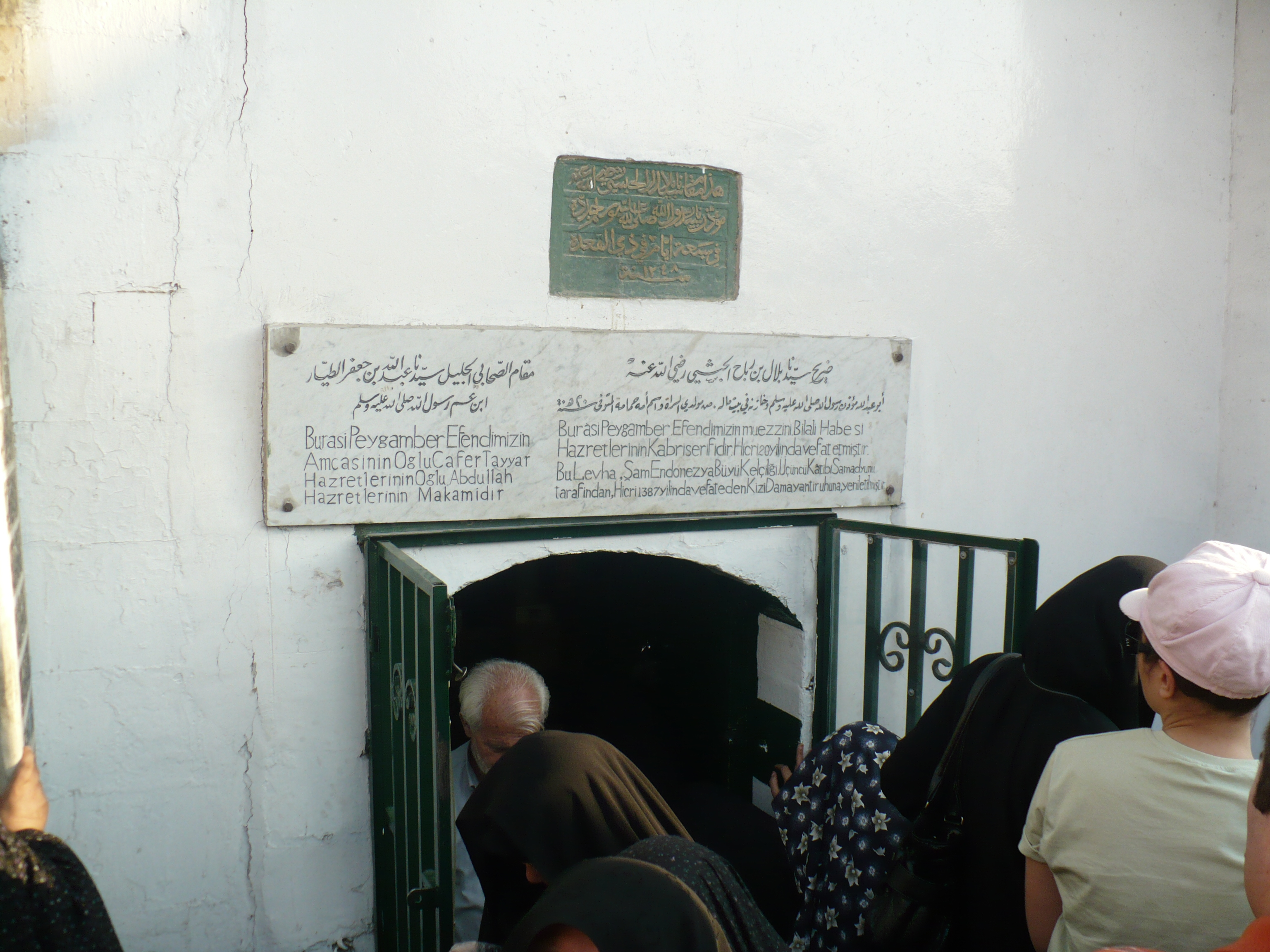
مدخل الضريح

## طالع أيضًا
- بلال بن رباح
- مقام بلال بن رباح (الأردن)
- مقام الشيخ بلال بن رباح (نابلس)
- مسجد بلال بن رباح (فلسطين)

## المصدر
1. ↑  موقع دمشقيات نسخة محفوظة 17 نوفمبر 2016 على موقع واي باك مشين.
2. ↑  تاريخ دمشق، ابن عساكر، دار الفكر للطباعة والنشر والتوزيع، ط1995، ج10، ص477. نسخة محفوظة 08 أغسطس 2014 على موقع واي باك مشين.
3. 1 2 3  مصطفى, غزوان ياغي. "بلال الحبشي (ضريح-)". موسوعة الآثار في سورية (بالإنجليزية). Retrieved 2025-02-27.